# Karl Schmitt-Walter
Karl Schmitt-Walter (* 23. Dezember 1900 in Germersheim; † 14. Januar 1985 in Kreuth) war ein deutscher Opern- und Liedersänger (Bariton).

## Leben und Wirken
Schmitt-Walter war der Sohn des Steuerinspektors Karl Schmitt und dessen Ehefrau Luise geb. Walter. Er verbrachte seine Jugend verbrachte in Ingolstadt, Würzburg und Nürnberg, wo er das Realgymnasium absolvierte. Sein Musikstudium begann er am Nürnberger Konservatorium bei Gustav Landauer. Weitere Studien folgten bei Hans Reinmar, bei E. Schmidt-Carlén in Dortmund sowie in Wiesbaden. Anschließend studierte er in München bei Richard Trunk, der ihn im Bereich des Liedgesanges entscheidend prägte.
Als Opernsänger debütierte er 1921 am Stadttheater Nürnberg und wirkte dort zwei Jahre. Es folgten Engagements am Stadttheater Oberhausen, am Landestheater Saarbrücken  und am Stadttheater Dortmund. In Dortmund wirkte 1928 er bei der Uraufführung der Oper Doge und Dogaressa von Ludwig Roselius mit. Auf Empfehlung von Joseph Rosenstock kam er 1929 bis 1935 ans Staatstheater Wiesbaden. An der Bayerischen Staatsoper in München gastierte er erstmals als Wolfram sowie unter der Leitung von Richard Strauss als Kunrad in dessen Oper Feuersnot.
1935 wurde Schmitt-Walter Ensemblemitglied am Deutschen Opernhaus Berlin, debütierte dort im selben Jahr als Figaro in Il barbiere di Siviglia. Adolf Hitler ernannte ihn nach nur zwei Spielzeiten im Alter von 37 Jahren zum Kammersänger. 1941 trat er in dem Zarah-Leander-Film Der Weg ins Freie als Sänger auf. Nach einer Empfehlung von Erna Sack an Telefunken erfolgten erste Plattenaufnahmen, darunter auch Liedaufnahmen mit dem Pianisten Michael Raucheisen. Seine Konzerte absolvierte er gemeinsam mit Ferdinand Leitner, der ihn auch bei der Aufnahme von Schuberts Winterreise begleitete. Die sich anbahnende internationale Karriere wurde 1944 durch den Zweiten Weltkrieg unterbrochen; während dieser Zeit sang Schmitt-Walter bei Wehrmachts- und Frontkonzerten. Er stand 1944 auf der Gottbegnadeten-Liste des Reichsministeriums für Volksaufklärung und Propaganda. In der Zeit von 1941 bis 1944 war er auch Ensemblemitglied des Staatstheaters Hannover.
Nach einem Engagement an der Berliner Staatsoper von 1946 bis 1950, wo er darüber hinaus bis 1957 gastierte, wirkte er ab 1950 als festes Ensemblemitglied an der Bayerischen Staatsoper in München, bis zu seinem  Abschied von der Bühne im Jahr 1964. Von 1953 bis 1963 war er außerdem Mitglied des Ensembles der Staatsoper Stuttgart.
Gastspiele führten ihn in der Zeit von 1938 bis 1963 immer wieder an die Wiener Staatsoper. Auch gastierte er in Barcelona, in den Niederlanden (Amsterdam und Holland Festival), Belgien (Theatre de la Monnaie), Frankreich (Grand Opéra Paris), England (zum Beispiel im Rahmen eines Gastspiels der Bayerischen Staatsoper am Royal Opera House 1953 als Graf in Capriccio), Schottland (Edinburgh Festival mit dem Ensemble der Stuttgarter Staatsoper), Irland, Portugal und in der Schweiz.
Bei den Salzburger Festspielen trat er 1949 unter der Leitung von Wilhelm Furtwängler als Papageno in der Zauberflöte auf. Bei den Bayreuther Festspielen war er von 1956 bis 1961 jedes Jahr als Beckmesser in den Meistersingern von Nürnberg zu hören (Regie: Wieland Wagner, musikalische Leitung: unter anderem Hans Knappertsbusch). In Bayreuth übernahm er zudem die Betreuung ausländischer Sänger.
Etwa gleichzeitig wandte er sich außerdem der Lehrtätigkeit zu, die er auch nach Beendigung seiner aktiven Bühnenlaufbahn 1964 weiter ausübte. 1957 erfolgte seine Berufung als Professor an die Staatliche Hochschule für Musik in München. Als Studienleiter war er bei den Bayreuther Festspielen sowie an der Königlichen Oper Kopenhagen tätig.
Zahlreiche Rundfunk- und Schallplattenaufnahmen mit weit über 500 aufgenommenen Titeln dokumentieren sein künstlerisches Schaffen.
Schmitt-Walter war in erster Ehe mit (1902–1954) verheiratet, mit der er zwei Söhne und eine Tochter hatte. Nach dem Tod seiner Frau heiratete er im Jahr 1959 Linda Engel.
Karl Schmitt-Walter von starb am 14. Januar 1985 in Kreuth und wurde auf dem Münchner Westfriedhof beigesetzt.

## Auszeichnungen
Schmitt-Walter war bayerischer und preußischer Kammersänger, Träger des Großen Verdienstkreuzes der Bundesrepublik Deutschland sowie des Bayerischen Verdienstordens. Der König von Dänemark zeichnete ihn mit dem Dannebrogorden aus. Die Bayerische Staatsoper München würdigte sein Schaffen durch Aufnahme eines Gemäldes in ihre Portraitgalerie bedeutender Mitglieder des Hauses, das ihn in der Rolle des Don Giovanni zeigt.

## Diskografie (Auswahl)
- Ludwig van Beethoven: Fidelio. Mit u. a. Helena Braun (Leonore), Julius Patzak (Florestan), Ferdinand Frantz (Pizarro), Josef Greindl (Rocco), Karl Schmitt-Walter (Don Fernando), Elfride Trötschel (Marzelline), Richard Holm (Jaquino), Chor und Sinfonieorchester des Bayerischen Rundfunks, Dirigent: Eugen Jochum, April 1951 (Walhall; 2004 / Cantus Classics; 2005)

- Jaromír Weinberger: Schwanda, der Dudelsackpfeifer. Mit Betina Brucker (Dorota), Karl Schmitt-Walter (Schwanda), Karl Friedrich (Babinsky), Christa Ludwig (Die Königin) u. a. Chor und Sinfonie-Orchester des Hessischen Rundfunks, Dirigent: Winfried Zillig, Frankfurt 1948 (CD Walhall Eternity Series; o. J)

- Franz Schubert: Winterreise (op. 89): Karl Schmitt-Walter (Bariton), Hubert Giesen (Klavier), Bern 1952 (LP DECCA; 1953)

- Franz Schubert: Winterreise D 911 (Ein Liederzyklus von Wilhelm Müller): Karl Schmitt-Walter (Bariton), Ferdinand Leitner (Klavier), Berlin 1943 (CD Preiser Records; 1996)

## Filmauftritte (Auswahl)
- 1941: Der Weg ins Freie

- 1941: Sechs Tage Heimaturlaub
- 1943/44: Eine kleine Sommermelodie (UA: 1982)
- 1950: Die fidele Tankstelle